# Isabel da Hungria e da Turíngia
Isabel da Hungria e da Turíngia, OFS (Em húngaro: Szent Erzsébet, em alemão: Elisabeth von Thüringen) (Bratislava, 7 de julho de 1207 – Marburgo, 17 de novembro de 1231), foi uma princesa do Reino da Hungria, filha de André II da Hungria e da rainha Gertrudes de Andechs-Meran, descendente da família dos condes de Andechs-Meran, e uma santa católica.

## Primeiros anos

### Nascimento e ascendência
Isabel de Andechs foi a segunda filha de André II da Hungria e de sua esposa Gertrudes da Merânia. Nasceu no verão de 1207, no Castelo de Bratislava ou Saros-Patak. Isabel era aparentada com diversas mulheres da realeza que foram canonizadas. A sua mãe, Gertrudes, era irmã de Edviges da Silésia. Através do seu irmão, Bela IV da Hungria, ela era tia paterna das santas Cunegunda (Kinga) e Margarida da Hungria e da beata Iolanda da Polônia. Através de sua meia-irmã, Iolanda da Hungria, ela era tia-avó de Isabel de Aragão, Rainha de Portugal, que era neta paterna de Iolanda. O seu pai era irmão de Constança da Hungria, que era a mãe de Inês de Praga, fazendo com que Isabel e Inês fossem primas de primeiro grau.
O nascimento de Isabel foi maravilhosamente anunciado por Klingsohr da Transilvânia, um trovador medieval, no distante Reino da Turíngia. Numa noite de festa, profetizou ao então conde Hermano I da Turíngia com as seguintes palavras: "Vejo uma estrela que se levanta da Hungria, que brilhará aqui nesta terra e depois no mundo inteiro. Pois hoje nasceu na Hungria uma menina que será santa. Ela será esposa de seu filho quando crescer, e será famosa no mundo inteiro."

### Negociações de casamento
Encantado com as palavras proféticas que ouvira, o conde Hermano enviou uma comitiva a Hungria e foi acertado com o Rei André II o casamento de Isabel com seu filho mais velho, o infante Hermano. Diz a tradição que a menina, com apenas quatro anos, despediu-se da Hungria e foi levada à Turíngia num berço de prata, acompanhada de uma grande escolta, para ser educada ao lado do futuro esposo. No entanto, quis o destino que o Príncipe Hermano falecesse e em seu lugar, Isabel foi prometida em casamento ao príncipe Luís, segundo filho de Hermano I e da duquesa Sofia de Wittelsbach. O certo é que Luís e Isabel viveram um amor intenso, belo e verdadeiro desde o primeiro momento.

## Casamento
Hermano I era soberano de um dos feudos mais ricos do Sacro Império Romano-Germânico. O noivado foi realizado no Castelo de Wartburg, em Eisenach, capital do Ducado da Turíngia, quando Isabel tinha apenas 4 anos e Luís, 11. Anos depois, em 1217, morreu o conde e Luís assumiu a coroa, quando se casou com Isabel em meio a grandes festas. Juntos, viveram um matrimônio exemplar, abençoado com três filhos. Isso, no entanto, fez atrair sobre Isabel os ciúmes de sua sogra, a duquesa Sofia, e demais parentes do esposo, principalmente seus cunhados, os príncipes Henrique Raspe e Conrado e a princesa Inês.
Como governante, Luís IV se mostrou sábio, forte, corajoso e justo. E Isabel partilhava com o marido as suas intenções de zelarem pelo bem estar e felicidade do seu povo, baseados em fortes princípios cristãos. A religiosidade alemã foi fortemente influenciada pela espiritualidade franciscana, cuja ordem surgiu naquela época. Admirada dos exemplos de Francisco e Clara de Assis, a princípio Isabel quis viver uma pobreza voluntária total, no que foi desaconselhada pelo seu diretor espiritual, Conrado de Marburgo, que a aconselhou a viver as virtudes do seu estado.
A sua doçura e abnegação, fortemente enlaçadas por um grande amor a Deus e aos pobres, foram causa de um intenso apostolado missionário junto aos sofridos e por isso mesmo suas práticas de caridade foram objeto das bênçãos divinas, que provou a virtude de sua serva com admiráveis milagres e prodígios. Embora o povo a amasse e a considerasse uma santa, não nutriam amor por ela os parentes de seu amado esposo e demais nobres da corte. A duquesa Sofia, sua cunhada Inês, e os cunhados Henrique e Conrado, sempre a perseguiram e tentaram indispô-la contra o marido, o que a jovem duquesa sempre perdoou e ocultou ao marido. Em várias ocasiões armaram situações para que Luís a rejeitasse, como era comum ocorrer com muitos reis levianos da época. Mas o amor, o carinho e a admiração que ele sentia por Isabel eram maiores.
Em outra situação, avisado pelos nobres da corte de que a esposa havia acolhido um leproso sobre o próprio leito, Luís correu para lá enojado, achando que a esposa havia enlouquecido, mas os olhos de sua alma se abriram e ele contemplou a imagem de Cristo Crucificado ao olhar para o pobre. De uma outra feita, sabendo que chegariam alguns nobres da Hungria, enviados pelo rei André para visitarem-nos, Luís mandou preparar uma grande festa para recebê-los. Isabel havia passado o dia inteiro cuidando dos pobres e não estava vestida decentemente, o que foi o bastante para receber as críticas daqueles que a perseguiam. Preocupado em proteger a esposa daqueles que a perseguiam, pediu que ela se preparasse convenientemente para o banquete segundo a sua condição de rainha, ainda mais diante dos emissários de seu pai. Contudo, Isabel prometeu ao marido que se apresentaria em todo o esplendor de sua educação e afabilidade já que tinha dado todas as suas vestes aos pobres. E qual não foi a surpresa e o deslumbramento de todos quando ela se apresentou na sala do trono diante do marido, da corte e dos visitantes bela e esplendorosa num vestido de brocados, trajando um suntuoso manto de veludo orlado de ouro e pérolas. Assim Deus vestira a sua serva diante a solicitação do fiel Luís.
Luís apoiava e auxiliava a amada esposa em suas grandes obras de caridade e chegava até mesmo a passar horas da noite ajoelhado ao seu lado, segurando-lhe as mãos enquanto ela rezava. Porém, tamanha prodigalidade para com os pobres apoiada pelo próprio rei, continuava a irritar os seus cunhados, os príncipes Henrique e Conrado da Turíngia, embora a Duquesa Sofia tivesse reduzido ou até cessado a perseguição a nora, em virtude dos milagres que havia presenciado.

## Viuvez e exílio
A caminho para as cruzadas, acompanhando o Imperador Frederico II de quem muito admirava, Luís faleceu de peste em Otranto, o que causou enorme dor em Santa Isabel, que recebera a notícia da morte em outubro, após o nascimento da terceira filha, Gertrudes. Ao saber da morte do esposo, Isabel desesperou-se e saiu gritando enlouquecida pelo castelo, dizendo em prantos: "O mundo morreu para mim, e com ele, tudo quanto era alegria". Durante oito dias choraram a sua morte.
Os seus cunhados, livres do temor que nutriam pelo irmão mais velho, expulsaram Isabel do castelo com os filhos, em pleno inverno, sem dinheiro ou mantimentos, acompanhada de suas servas Judite e Isentrude, e proibiu a quem quer que fosse ajudá-los, sob pena de castigo. O povo que antes idolatrava a jovem duquesa agora se viu obrigado a lhe fechar as portas por medo do novo conde, Henrique Raspe.
Isabel teria ficado em situação complicada se não fosse resgatada mais tarde por sua tia Matilde, Abadessa do Convento Cisterciense de Kitzingen. Seu tio Otão, que era Bispo de Bamberg, tentou convencê-la a se casar novamente com outro príncipe europeu, mas Isabel não quis. Foi então que tomou a decisão mais difícil de sua vida: preferiu confiar a seus parentes a educação dos três filhos — Hermano, Sofia e Gertrudes — e quis tomar o hábito da Ordem Terceira de São Francisco, junto de suas duas fiéis damas de companhia Judite e Isentrude.
Algum tempo depois, entretanto, os cavaleiros que tinham acompanhado o Duque da Turíngia à cruzada voltaram, trazendo seu corpo. Corajosamente enfrentaram os Príncipes, irmãos do duque falecido e exprobaram-lhes a crueldade praticada contra a viúva do seu próprio irmão e contra seus sobrinhos. Os príncipes não resistiram às palavras dos cavaleiros e pediram perdão a Santa Isabel e a restauraram em seus bens e propriedades. Também o Papa havia forçado Henrique a devolver a coroa e a fortuna à cunhada, sob pena de excomunhão. Orientada por Mestre Conrado, Isabel aceitou a fortuna para poder utilizá-la em favor dos pobres. No entanto, entregou o pequeno Hermano para ser educado pela avó no Castelo de Wartburg a fim de se tornar o futuro conde da Turíngia, ficando sob regência de Henrique Raspe. Quanto a Sofia, entregou-a aos cuidados da tia para ser educada no convento e ela mais tarde se tornou a Duquesa de Brabante. A pequenina Gertrudes foi entregue às monjas do Mosteiro de Altemberg e ali cresceu, tornando-se religiosa mais tarde.
Isabel preferiu viver na pobreza absoluta, o que muito desejava, retirou-se primeiro para Eisenach, depois para o Castelo de Pottenstein e, finalmente para uma modesta residência em Marburgo. Ali fundou um hospital com parte da herança do marido e passou a viver numa humilde choupana, de onde atendia os pobres que acolhia. A capela do Hospital de Marburgo foi dedicada em honra a São Francisco de Assis.
Mestre Conrado de Marburgo orientou-a numa vida de renúncia, impondo-lhe uma rígida e sufocante disciplina. Expulsou de perto dela as duas fiéis amigas Judite e Isentrude e colocou em sua companhia duas mulheres de vida dissoluta que a agrediam e caluniavam. Mestre Conrado chegou até mesmo a dar-lhe tapas no rosto. Depois de tantos sofrimentos que ela suportou com admirável resignação, a jovem duquesa foi salva por seu antigo protetor e padrinho, o Conde Bertoldo de Saros-Patak, que em companhia de vários outros cavaleiros e nobres amigos fiéis a ela e ao seu falecido marido, obrigaram Mestre Conrado a abrandar o rigor de sua direção espiritual, o que ele fez por medo. Então restituiu Isentrude e Judite à companhia da Duquesa.

## Morte e posteridade
Dias antes de sua morte, Nossa Senhora apareceu-lhe cercada de anjos e prometeu-lhe o céu, visão esta que causou profunda alegria ao coração de Isabel. Faleceu na noite de 19 de novembro de 1231, com apenas 24 anos. Foi sepultada com grandes honras e seu túmulo foi e ainda é palco de inúmeros milagres realizados por sua intercessão.
Foi canonizada pelo Papa Gregório IX em 1235. Também o seu marido Luís e a sua filha Gertrudes seriam elevados à honra dos altares e honrados como santos.

Dela disse o Cardeal Ratzinger, na altura arcebispo de Munique, o papa emérito Bento XVI: 
O que fez foi realmente viver com os pobres. Desempenhava pessoalmente os serviços mais elementares do cuidado com os doentes: lavava-os, ajudava-os precisamente nas suas necessidades mais básicas, vestia-os, tecia-lhes roupas, compartilhava a sua vida e o seu destino e, nos últimos anos, teve de sustentar-se apenas com o trabalho das suas próprias mãos.(…)

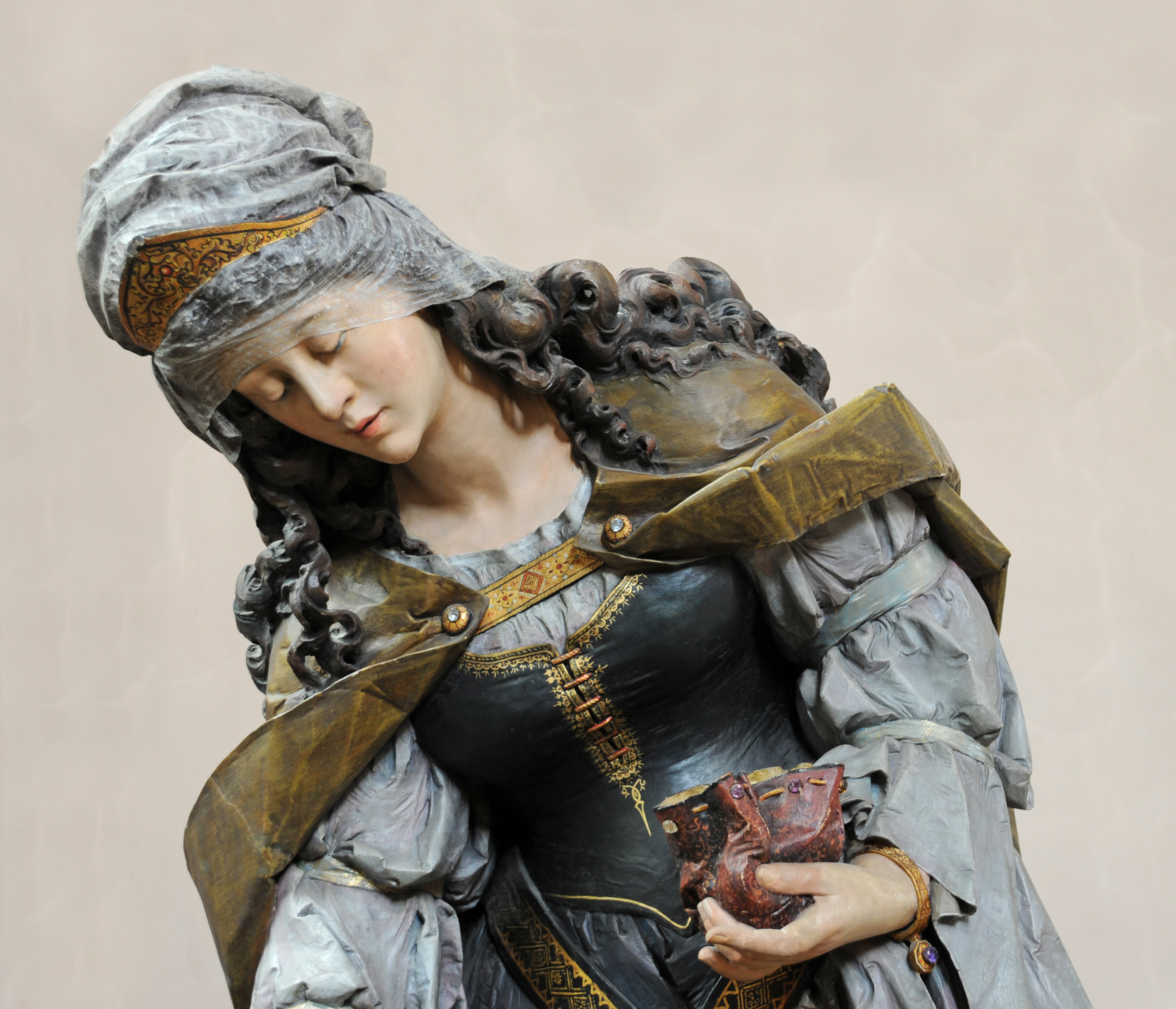
Santa Isabel numa escultura de Rudolf Moroder.

Deus era real para ela. Aceitou-o como realidade e por isso lhe dedicava uma parte do seu tempo, permitia que Ele e sua presença lhe custassem alguma coisa. E como tinha descoberto realmente a Deus, e Cristo não era para ela uma figura distante, mas o Senhor e o Irmão da sua vida, encontrou a partir de Deus o ser humano, imagem de Deus. Essa é também a razão por que quis e pôde levar aos homens a justiça e o amor divinos. Só quem encontra a Deus pode também ser autenticamente humano. (Da homilia na igreja de Santa Isabel da Hungria de Munique, em 2 de dezembro de 1981).
Por ocasião do VII Centenário do seu nascimento (20 de novembro de 2007) a Cidade do Vaticano fez uma emissão extraordinária de selo comemorativo do evento com 300 000 séries completas, com 10 selos por folha, no valor de € 0,65 (65 cêntimos de Euro) por selo.
É padroeira da Ordem Franciscana Secular, e é celebrada a 17 de novembro.

### Provas de santidade
A santidade de Isabel manifestou-se de forma extraordinária e seu nome tornou-se famoso em todas as montanhas da Alemanha. Dizia-se que São João Batista vinha lhe trazer pessoalmente a comunhão e que inúmeras vezes ela foi visitada pelo próprio Jesus Cristo e pela Virgem Maria, que a consolavam em seus sofrimentos. Uma de suas amigas depôs no processo de canonização algo que surpreendeu a todos: várias vezes a santa era elevada no ar a mais de um metro do chão, enquanto contemplava o Santíssimo Sacramento absorta em êxtase contemplativo. Perguntada certa vez sobre que fim queria dar à herança que lhe pertencia disse: "Minha herança é Jesus Cristo!"

#### O Milagre das Rosas
Certamente o mais famoso milagre narrado a seu respeito foi o chamado Milagre das Rosas. Dela conta-se que certa vez, quando levava pães para os pobres nas dobras de seu manto, encontrou-se com seu marido, que voltava da caça. O duque estranhou a conduta da esposa, que parecia esconder algo, talvez insuflado pela astúcia de seu irmão Henrique ou da própria mãe, Sofia. O diálogo entre os dois ficou famoso nos anais das lendas de santos. "O que tu levas no avental Isabel?". Ao que a jovem princesa respondeu, trêmula: "São rosas, meu senhor!". Espantado por vê-la curvada ao peso de sua carga, ele abriu o manto que ela apertava contra o corpo e nada mais achou do que belas rosas frescas e orvalhadas, embora fosse inverno e não fosse época de flores. Note-se que da sua sobrinha, Santa Isabel de Aragão, Rainha de Portugal, se conta uma lenda muito idêntica, o Milagre das Rosas.